# Guillermo I de Sancerre
Guillermo I de Sancerre (en francés: Guillaume de Sancerre, c. 1176-1217) fue el segundo conde de Sancerre, señor de Saint-Brisson y La Ferté-Loupière desde 1191 hasta su muerte. Era el hijo mayor de Esteban I de Sancerre. En 1217 acompañó a su cuñado, Pedro II de Courtenay, que acababa de ser elegido emperador latino, en su viaje a Constantinopla. Ambos fueron capturados y encarcelados por el gobernante de Epiro, Teodoro Comneno Ducas, y murieron en prisión. Fue sucedido por su hijo, Luis I.